# Tele Atlas
Tele Atlas является глобальным поставщиком навигационных карт для автомобильных навигационных систем, геоинформационных и локально-информационных систем.
Штаб-квартира Tele Atlas находится в городе 's-Hertogenbosch, Нидерланды.
Основные клиенты: Blaupunkt, Pioneer, Карты Google, Yahoo! Maps, TomTom, MIO, JVC.
Карты Tele Atlas охватывают Северную Америку, Европу, часть стран Азии и Австралию.
С 2005 года Tele Atlas вышел на российский рынок. Основным конкурентом является американская компания Navteq.
В 2008 году Tele Atlas куплен компанией TomTom и вошел в состав TomTom Group.

## Использование в навигационных программах
Карты Tele Atlas используются в следующих программах навигации:
- TomTom
- IGO
- Mio Map
- Sygic[англ.]